# Chefferie lupaca
1150–1450
Entités précédentes :
- Tiwanaku

Entités suivantes :
- Empire inca

La chefferie Lupaca, Lupaka ou Lupaqa, également appelée llaqta Lupaca et curacazgo Lupaca, est l'organisation étatique du peuple Lupaca, de la région aymara.
Les Lupaca vivent pendant de nombreux siècles près du lac Titicaca. Les Lupacas et d'autres peuples Aymara ont formé de puissants royaumes après l'effondrement du régime de Tiwanaku au XIe siècle. Au milieu du XVe siècle, ils se soumettent à l'empire Inca et dans les années 1530, ils passent sous le contrôle de l'empire espagnol.
La résidence des souverains pré-incas de Lupaqa était probablement le site archéologique de Cutimbo. La capitale de la province inca est Chucuito, où se situe le site archéologique d'Inca Uyu.

## Organisation
L'État, doté d'une organisation pyramidale et segmentaire, est divisé en deux moitiés, chacune dirigée par un chef. La moitié « Alassa » ou moitié supérieure est dirigée par le Qari et la moitié inférieure, le « Massaa », est dirigée par le Kusi. Cette organisation géographique et spatio-temporelle est associée à la cosmovision andine, et est courante dans les Andes centrales et septentrionales. Une partie domine sur l'autre, son chef principal étant le souverain, et est nommée mallku.
Chacune contrôle directement une grande partie de la population et des terres du territoire. L'entité Lupaqa semble « extraordinairement riche ».
L'entité socio-territoriale et politique Lupaqa, dans le cadre d’un système redistributif d'échafaudages de chefferies, est composée de sept petites entités fédérées, qui contiennent plusieurs ayllus (communautés rurales),. L'institution politique s'étend de Chucuito au nord au Río Desaguadero, qui marque la frontière méridionale avec la chefferie Pacase. À l'ouest, la culture Chiribaya est soumise au pouvoir Lupaca.

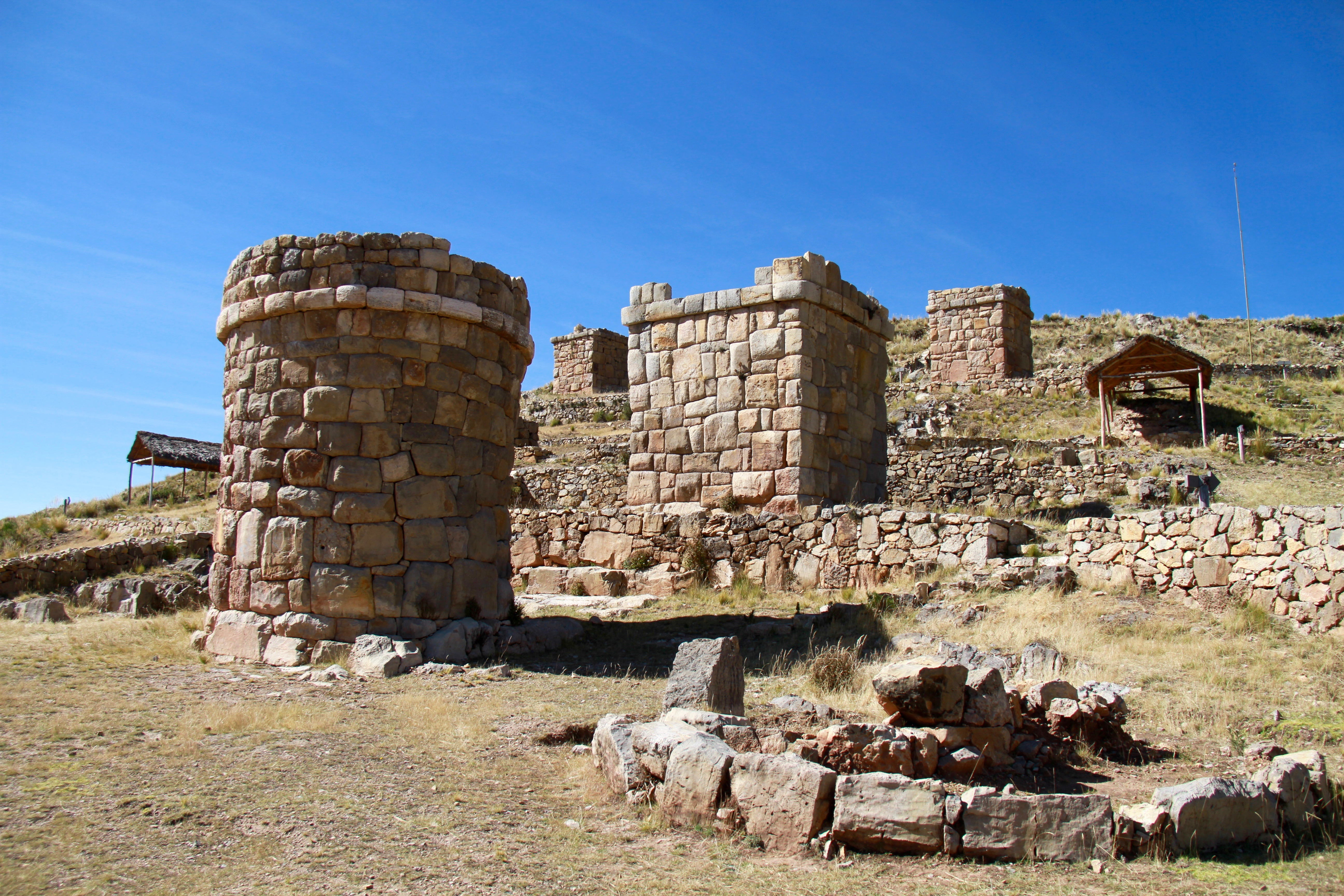
Cutimbo était probablement la résidence des souverains Lupaca à l'époque pré-inca.

## Histoire

### Histoire pré-inca
L'entité Lupaca occupent sept centres urbains, tous des villes et villages actuels de la région de Puno au Pérou : Chucuito, Acora, Ilave, Juli, Pomata, Yunguyo et Zepita.
Vers 1400, la chefferie Lupaca entre en conflit avec son rival la chefferie Colla, et, assistée par le souverain inca Viracocha, dirigeant de la confédération cuzquénienne, vainc les Collas.

### Conquête inca
Les Lupaca ont été incorporés à l'empire Inca en pleine croissance par l'empereur Pachacuti (règne de 1438 à 1471) à la suite de la soumission de la chefferie Qolla. Sous le règne de Topa Inca Yupanqui (1471-1493), les Incas répriment une révolte des Lupaca et de leurs voisins du nord, les Colla.
Dans le premier quart du XVIe siècle, sous le règne de Huayna Capac, les Incas effectuent un recensement de la province de Chucuito et l’enregistrent sur un Quipu, interprété postérieurement pour les espagnols. Le nombre total de ménages à Chucuito est de 20.080, dont 15.778 sont Aymara et 4.129 sont Uru, tandis que 173 sont des populations déplacées ou mitma. Cela implique une population d'environ 100 000 personnes au total.
Le royaume Lupaca a peu de contacts avec les colonisateurs espagnols jusqu'en 1538, date à laquelle la chefferie Lupaca et la chefferie Colla sont entrés en guerre. Les Kollas appellent à l'aide des espagnols à Cuzco et Hernando Pizarro dirige une armée vers le sud et vainc les Lupaca à la pointe sud du lac Titicaca, vers la rivière Desaguadero.
Malgré la défaite, l'entité Lupaca reste riche et puissant. Garci Diez de San Miguel, écrit sur les Lupacas lors de sa visite en 1567. Seize prêtres dominicains et quelques marchands et fonctionnaires espagnols sont installés dans le royaume Lupaca, mais les habitants de Lupaca ne sont pas encore soumis à l'encomienda par laquelle les Espagnols obtiennent de grandes propriétés et le contrôle des peuples autochtones.

### Disparition
Le royaume Lupaca disparaît des écrits espagnols vers la fin du XVIe siècle et sa population est submergée dans la population aymara généralisée. L'autorité espagnole affirme de plus en plus son contrôle sur les Lupacas et d'autres royaumes des hautes terres, érode l'autorité et l'influence de leurs chefs traditionnels, force les Aymaras à travailler dans les mines d'argent de Potosí, à se réinstaller dans des « réductions », et s'approprie une grande partie des anciennes terres Lupaqa, en particulier les zones agricoles de l'archipel vertical. À ces facteurs s'ajoutent des épidémies récurrentes de maladies européennes qui ont coûté un lourd tribut démographique aux peuples autochtones andins.

## Économie
L'État Lupaca se situent sur l'Altiplano, un haut plateau froid parsemé de montagnes. Le lac Titicaca est à une altitude de 3 812 mètres (12 506,5616988 pi), et des gels se produisent durant tous les mois de l’année. Seulement environ deux pour cent des terres des hauts plateaux andins sont arables. Quelques cultures - pommes de terre, oca, olluco et quinoa - peuvent être cultivées dans des endroits privilégiés grâce à des techniques telles que les terrasses, le jardinage surélevé et le Waru Waru pour modérer les températures froides. La richesse du royaume Lupaca réside dans ses troupeaux de lamas et d'alpagas qui traversent les hautes terres arides jusqu'à la limite des neiges à environ 4 800 mètres (15 748,03152 pi).
L'anthropologue John Murra utilise l'État Lupaca comme exemple de ce qu'il appelle l'«archipel vertical ». Les Lupacas et d'autres peuples andins de haute altitude ont contrecarré le potentiel agricole limité de leur territoire principal en établissant des colonies à des altitudes plus basses et plus chaudes, à la fois vers l'ouest, sur la côte andine, dans la zone culturelle de Chiribaya, et vers l'est, vers le bassin de l'amazone. Les colonies occidentales étaient situés dans les vallées désertiques irriguées de la région de Moquegua et fournissent des produits agricoles tels que le maïs, le coton et les piments aux Lupacas vivant sur l'altiplano. Les colonies orientales fournissent des feuilles decoca et une variété de produits forestiers tropicaux. La communication avec ces colonies éloignées est maintenue via des caravanes de lamas. La souveraineté sur des zones non-contiguës semble avoir été une caractéristique des royaumes andins méridionaux. Le contrôle à longue distance des colonies par les Lupaca implique un environnement sûr pour le transport et les déplacements.